# Raimundo III de Trípoli

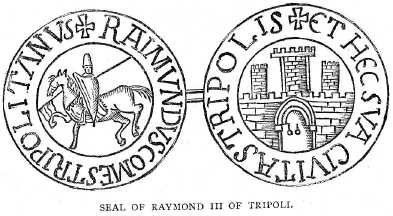
Desenho do selo de Raimundo III de Trípoli

Raimundo III de Trípoli (1140 – Setembro ou Outubro de 1187) foi, até à sua morte, conde de Trípoli desde 1152 e príncipe da Galileia e Tiberíades jure uxoris, por direito da sua esposa Esquiva de Bures, desde 1171. Era filho do conde Raimundo II de Trípoli com Hodierna, filha do rei Balduíno II de Jerusalém.

## Condado de Trípoli
O matrimónio dos pais de Raimundo III foi conflituoso e, durante uma disputa particularmente intensa em 1152, os condes de Trípoli solicitaram a mediação da rainha Melisende de Jerusalém e do seu filho Balduíno III. O casal concordou em reconciliar-se, mas pouco depois Raimundo II tornando-se no primeiro não-muçulmano a ser morto pela Ordem dos Assassinos, em frente às portas de Trípoli, provavelmente em retaliação ao estabelecimento da Ordem do Hospital no condado.

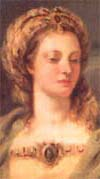
Hodierna de Trípoli, mãe de Raimundo III

Raimundo III, ou Raimundo o Jovem, para se distinguir do seu pai, sucedeu a Raimundo II aos 12 anos de idade. Até à sua maioridade três anos depois, o Condado de Trípoli foi entregue à regência da sua mãe.
Quando o imperador bizantino Manuel I Comneno pretendeu aliar-se por casamento aos estados cruzados em 1160, foram-lhe apresentadas duas candidatas: Melisende, a irmã de Raimundo, e a princesa Maria de Antioquia. Inicialmente a escolha recaiu em Melisende pelo que, durante as longas negociações de mais de um ano, o conde tripolitano juntou um enorme dote e preparou uma frota de 12 galeras para escoltar a sua irmã até Constantinopla.
No entanto, os embaixadores bizantinos procederam a investigações minuciosas sobre as noivas potenciais, provocando um ano de demora, e as negociações acabariam por falhar. O cronista contemporâneo Guilherme de Tiro afirma desconhecer o motivo, escrevendo simplesmente que Manuel tinha estado também a negociar secretamente com o Principado de Antioquia e acabou por se casar com Maria, filha de Raimundo de Poitiers com Constança de Antioquia.
Constança de Antioquia teria provavelmente pedido a ajuda de Manuel quando o seu segundo marido Reinaldo de Châtillon foi aprisionado em Alepo por Noradine em 1160. Bizâncio pretendia afirmar a sua suserania sobre Antioquia desde a sua conquista na Primeira Cruzada em 1098, e o casamento do imperador com a herdeira do principado seria uma solução ideal. Também é provável que os embaixadores de Manuel tenham ouvido os rumores da ilegitimidade de Melisende. Por fim, deve-se levar em conta o testemunho do historiador bizantino João Cinamo de que, apesar da sua beleza, Melisende não era abastada.

O Próximo Oriente em 1165

Raimundo interpretou a escolha do imperador como um insulto a si e à irmã, pelo que converteu as galeras em carracas e pagou a piratas para atacarem a ilha bizantina de Chipre. Depois de rejeitada por Manuel, não foi possível combinar outro casamento para Melisende, que assim entrou para um convento, onde morreu ainda jovem.
Em 1164, Raimundo III de Trípoli e Boemundo III de Antioquia atenderam ao pedido de ajuda do senhor de Harim, cercado por Noradine. Na batalha que se seguiu a 12 de agosto, o exército dos cristãos foi completamente derrotado; Raimundo, Boemundo, Joscelino III de Edessa e Hugo VIII de Lusignan foram aprisionados em Alepo. O conde de Trípoli permaneceria na prisão até 1173, quando foi resgatado por 80 000 moedas de ouro, e durante este tempo o rei Amalrico I de Jerusalém assumiu a regência do seu condado.

## Regência de Jerusalém
Em 1174 Amalrico I morreu e foi sucedido pelo seu filho Balduíno IV de Jerusalém, ainda na menoridade e leproso. O senescal Miles de Plancy assumiu a regência do reino mas, quando Raimundo III de Trípoli chegou a Jerusalém, exigiu a sua nomeação como bailio e regente, uma vez que era o parente varão mais próximo (primo direito) de Amalrico. Foi apoiado pela maioria da nobreza do reino, incluindo Onofre II de Toron, Balião de Ibelin e Reginaldo de Sídon. Pouco tempo depois Miles de Plancy foi assassinado em São João de Acre e Raimundo foi nomeado bailio.
Com o seu casamento a 1 de outubro de 1174 com Esquiva de Bures, princesa da Galileia e viúva de Gualtério de Saint-Omer, o conde de Trípoli obteve o controlo da maioria dos territórios nortenhos do Reino de Jerusalém, incluindo a fortaleza de Tiberíades junto ao Mar da Galileia. Apesar de não ter produzido descendência deste matrimónio, segundo Guilherme de Tiro, que fez uma longa descrição de Raimundo na sua Historia, ele «amava-a e aos filhos dela com tanto carinho como se ela lhos tivesse dado a ele».
De entre os muçulmanos, Ali ibne Alatir escreveu que «De entre os francos da época, não havia homem mais sábio ou corajoso que o senhor de Trípoli»; segundo o andalusino ibne Jubair, Raimundo tinha uma «notável inteligência e astúcia». Como regente, nomeou Guilherme de Tiro chanceler em 1174 e arcebispo de Tiro em 1175; e negociou o casamento da irmã do rei com Guilherme Longa Espada; mas este morreria em 1177 ainda durante a gravidez de Sibila de Jerusalém, da qual nasceria o futuro rei Balduíno V. Por fim, quando Balduíno IV atingiu a maioridade em 1176, Raimundo abandonou o cargo de bailio.

## Reinado de Balduíno IV
O rei Amalrico I de Jerusalém casara-se duas vezes: com Inês de Courtenay, que contraíra novo matrimónio com Reginaldo de Sídon; e com a rainha mãe Maria Comnena, casada em 1177 com Balião de Ibelin. Sibila, a filha de Inês, já tinha atingido a maioridade e tido um filho, pelo que estava em uma boa posição para suceder ao irmão, mas Isabel, a filha de Maria, tinha o apoio dos Ibelin, a família do seu padrasto.
A posição de Raimundo III de Trípoli era difícil e controversa. Como parente mais próximo do rei por via varonil, poderia reivindicar o trono. No entanto, apesar de a sua esposa ter vários filhos do primeiro marido, este segundo casamento não tinha produzido descendentes que pudessem ser seus herdeiros inequívocos, o que terá sido o motivo de Raimundo evitar colocar-se na posição de pretendente. Em vez disso, usou a sua influência para colaborar com os Ibelin na tentativa de influenciar os casamentos das princesas.

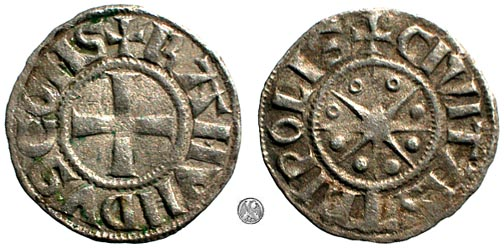

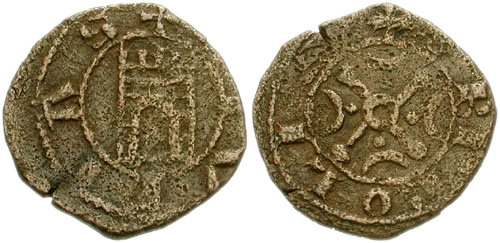
Denier de prata (em cima) e pougeoise de cobre (em baixo) de Raimundo III, conde de Trípoli (século XII)

Entretanto, o rei depositava a sua confiança principalmente em quem não o pressionava politicamente no assunto da sucessão: a sua mãe e o irmão desta, Joscelino III de Edessa, que não tinha possibilidades de se assumir como pretendente. Em 1179 Balduíno IV começou a planear o casamento de Sibila com Hugo III da Borgonha, mas na Primavera de 1180 ainda não tinha feito uma decisão.
Aliado a Boemundo III de Antioquia, Raimundo marchou então sobre Jerusalém para tentar forçar o rei a casar a irmã com um favorito seu, provavelmente Balduíno de Ibelin, irmão mais velho de Balião. Em resposta, Balduíno apressou-se a casá-la com Guido de Lusignan, irmão mais novo do condestável Amalrico, e Raimundo voltou a Trípoli sem entrar no reino.
Este casamento com um europeu era essencial para atrair ajuda militar externa ao Reino de Jerusalém. Filipe II de França ainda estava na menoridade, pelo que não se poderia esperar ajuda imediata deste reino; Guido era vassalo do rei Henrique II da Inglaterra, primo direito de Sibila que se obrigara a peregrinação perpétua ao papa devido ao assassinato de Tomás Becket - havia a possibilidade de o monarca plantageneta fazer a penitência em cruzada.
Cada vez mais incapacitado pela lepra, em 1182 Balduíno IV nomeou Guido bailio, sob contestação de Raimundo; mas no ano seguinte Guido desagradou ao rei, pelo que este voltou a nomear o conde de Trípoli para este cargo e lhe deu a posse de Beirute.
Balduíno IV acabou por fazer um acordo com Raimundo e a Alta Corte (corte de Jerusalém) para fazer primeiro na ordem de sucessão Balduíno de Monferrato, filho de Sibila com Guilherme Longa Espada. No costume da dinastia capetiana de França, a criança foi coroada em 1183, ainda durante a vida de Balduíno IV, em uma cerimónia presidida por Raimundo.
Ficou acordado que, se Balduíno V morresse durante a minoridade, a regência passaria para «os herdeiros com mais direitos», cujos nomes não foram especificados. Depois os parentes da casa de Jerusalém - os reis da Inglaterra, da França e Frederico I da Germânia - e o papa, deveriam decidir a adjudicação das pretensões de Sibila e Isabel.

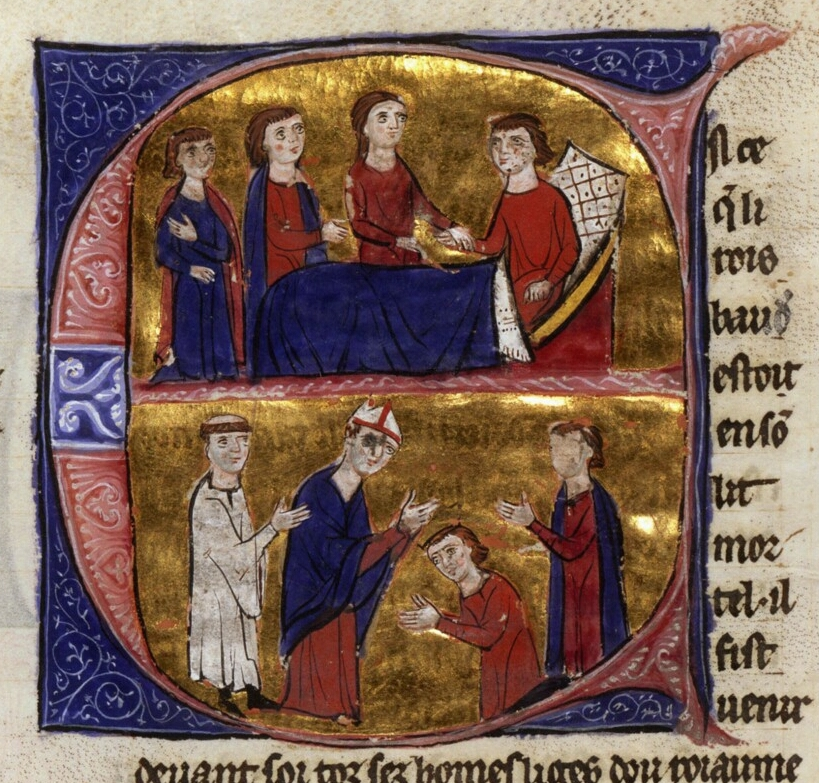
Morte de Balduíno IV e coroação de Balduíno V (Historia de Guilherme de Tiro e continuação, século XIII)

## Reinado de Balduíno V
Balduíno IV morreu na Primavera de 1185, sucedido conforme o combinado pelo seu sobrinho. Raimundo foi nomeado bailio, mas deixou a tutela pessoal do jovem rei a Joscelino III de Edessa, seu tio-avô materno, declarando que não desejava ser suspeito no caso de morte da criança, que não seria muito robusta. Balduíno V morreria mesmo em São João de Acre no verão de 1186. Joscelino e o seu avô paterno Guilherme V de Montferrat escoltaram o caixão até Jerusalém, mas Raimundo estava ausente.
Nenhuma das facções respeitaria o testamento de Balduíno IV. Após o funeral, Joscelino conseguiu nomear Sibila sucessora do irmão. Em contrapartida, esta tinha de se divorciar de Guido de Lusignan, tal como o seu pai se divorciara da sua mãe, mas com a garantia de poder escolher o novo consorte; no entanto, depois de coroada, imediatamente coroou Guido.
Raimundo convocou todos os nobres leais a Isabel e aos Ibelin em Nablus, nos territórios de Maria Comnena e Balião, para organizarem a coroação da princesa e do seu esposo Onofre IV de Toron. Mas Onofre era enteado de Reinaldo de Châtillon e aliado de Guido, pelo que desertou e jurou vassalagem aos monarcas já coroados. Raimundo retirou para Trípoli, evitando uma guerra civil.

## Batalha de Hatim e morte

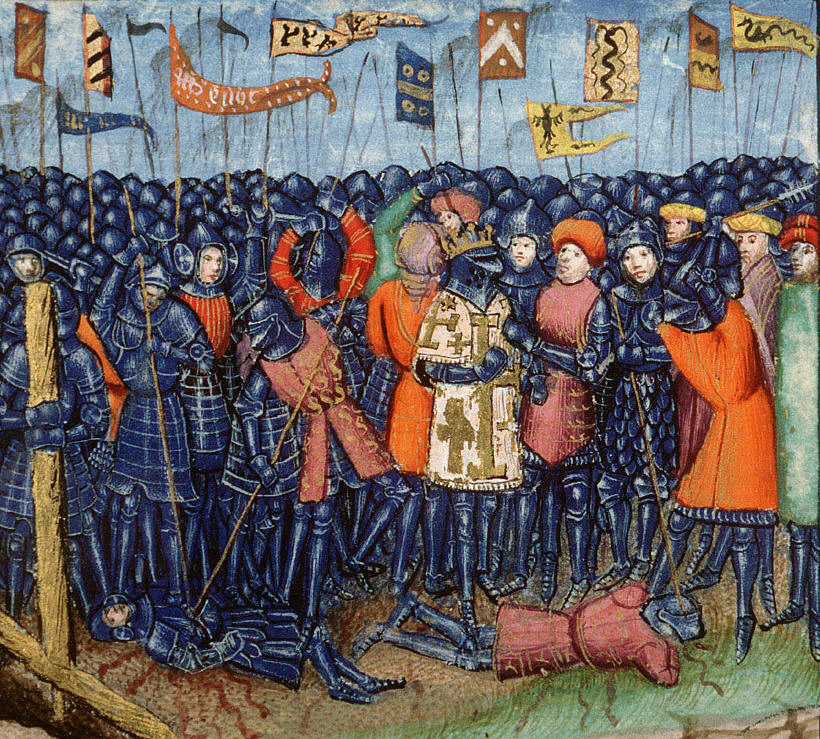
Vitória dos sarracenos na batalha de Hatim (L'Estoire d'Eracles, tradução francesa da Historia de Guilherme de Tiro, século XV)

Em Trípoli, Raimundo fez um acordo de paz com Saladino, talvez esperando aliar-se a este contra Guido de Lusignan. No final de 1186, enquanto Reinado de Châtillon continuava os ataques às caravanas muçulmanas, Saladino tinha colocado o seu exército em Tiberíades, no Principado da Galileia, ameaçando uma invasão ao Reino de Jerusalém.
Uma embaixada de Guido liderada por Balião de Ibelin foi enviada para negociar com Raimundo, mas seria emboscada pelas forças do sultão na batalha de Cresson em Maio de 1187. Depois disto, relutantemente o conde de Trípoli fez as pazes com Guido, pelo que Saladino imediatamente cercou a cidade de Tiberíades em vez de pilhar o reino de Jerusalém, conforme os cruzados esperavam.
Raimundo e Guido combinaram as suas forças em São João de Acre mas não concordavam na acção a seguir; o primeiro preferia não enfrentar Saladino em uma batalha campal, apesar de a sua esposa Esquiva ainda se encontrar na cidade sitiada de Tiberíades. Mas Guido decidiu marchar os cruzados até uma planície sem água, onde foram cercados pelo exército de Saladino; na batalha de Hatim os exércitos cruzados seriam quase completamente destruídos.
Raimundo liderou a vanguarda, mas cinco dos seus cavaleiros desertaram para junto de Saladino e informaram-no das discórdias entre os cruzados. A vanguarda foi cercada e o conde de Trípoli liderou duas cargas de cavalaria sem sucesso. Mas quando os muçulmanos lhe permitiram a passagem na segunda carga, viu-se isolado do exército principal e fugiu. Seria um dos poucos a escapar.
Os sobreviventes de Hatim acabaram por se reagrupar em Tiro e, provavelmente em Agosto, Raimundo voltou a Trípoli, onde morreu em Setembro ou Outubro de pleurisia. Foi sucedido pelo seu afilhado Raimundo de Antioquia, o primogénito de Boemundo III de Antioquia.

## Na ficção

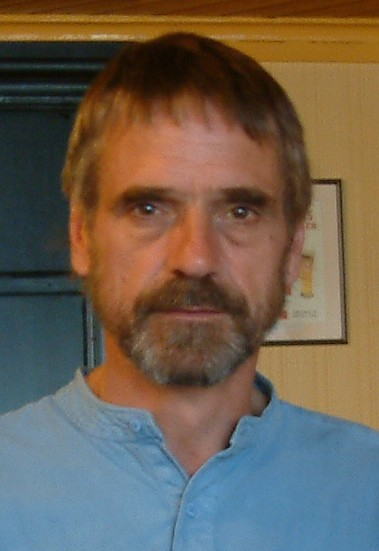
Jeremy Irons, actor que interpretou Raimundo III de Trípoli no cinema

Raimundo III de Trípoli é um personagem de várias obras cuja acção se passa no ultramar:
- No romance histórico The Knights of Dark Renown de Graham Shelby (1969) é descrito em tons favoráveis;
- No livro infantil Knight Crusader de Ronald Welch (1954) é uma figura ambivalente;
- No romance infantil Crusader King de Susan Peek (2004) sobre Balduíno IV, é um personagem hostil ao rei, um estereótipo do tio malévolo que conspira contra Balduíno ao soldo de Saladino;
- No filme norte-americano Kingdom of Heaven (2005), de argumento de William Monahan, o conde de Tiberíades Marshall é inspirado em Raimundo; é representado por Jeremy Irons, actor fisicamente semelhante à descrição do seu contemporâneo Guilherme de Tiro.